# Converso
Converso (femininum conversa), var en jude som konverterat till kristendomen i Spanien eller Portugal under tidigmodern tid, samt deras ättlingar.
Judiska personers konverteringar till kristendomen ökade på grund av förföljelser efter massakern 1391. De utgjorde en viktig ekonomisk grupp inom köpmannaklassen, som nu fick samma rättigheter som alla andra, vilket skapade avund. Deras konvertering på grund av förföljelse gjorde också att de utsattes för misstankar om att vara oärliga i sin konvertering och i hemlighet fortsätta utöva sin judiska religion. 
1478 bildades den Spanska inkvisitionen för att övervaka att de "nykristna" höll sig till kristendomen. Denna politik följdes av Alhambradekretet 1492, som utvisade judarna från Spanien, samtidigt som gruppen av Converso växte ytterligare av judar som hellre konverterade än lämnade landet. Converso som i hemlighet fortsatte utöva judendomen kallades judaizantes eller, som skällsord, marrano ("swine"), och åtalet av conversos tillhörde de vanligaste mål som upptogs av Inkvisitionen. De diskriminerades också utifrån begreppet Limpieza de sangre.
Nykristna före detta muslimer kallades istället morisco. 